# Lithophyllum lividum
Lithophyllum  lividum Lemoine, 1930  é o nome botânico  de uma espécie de algas vermelhas pluricelulares do gênero Lithophyllum, família Corallinaceae.
- São algas marinhas encontradas na Ilha do Coco.

## Sinonímia
- Não apresenta sinônimos.